# Anisobas prominens
Anisobas prominens là một loài tò vò trong họ Ichneumonidae.